# 스피릿페어러
스피릿페어러(Spiritfarer)는 캐나다의 스튜디오 썬더 로터스 게임스가 개발하고 마이크로소프트 윈도우, macOS, 리눅스, 플레이스테이션 4, 닌텐도 스위치, 엑스박스 원, 안드로이드, 구글 스테이디어용으로 2020년 8월 출시된 인디 경영 심 및 샌드박스 액션 게임이다. 주인공 스텔라는 고인의 영혼을 내세로 데려가는 "영혼자"가 된다.

## 평가
| 통합 점수      | 통합 점수                         |
| 통합사         | 점수                              |
| -------------- | --------------------------------- |
| 메타크리틱     | NS: 84/100 PC: 84/100 PS4: 83/100 |
| 평론 점수      |                                   |
| 평론사         | 점수                              |
| IGN            | 9/10                              |
| PC 게이머 (US) | 85/100                            |
| US게이머       | 4/5                               |

| 위키데이터에서 편집하기 |
| ----------------------- |